# Hrabstwo Bedford (Tennessee)
Hrabstwo Bedford (ang. Bedford County) – hrabstwo w stanie Tennessee w Stanach Zjednoczonych. Obszar całkowity hrabstwa obejmuje powierzchnię 474,83 mil² (45 947 km²). Według szacunków United States Census Bureau w roku 2009 miało 45 947 mieszkańców.
Hrabstwo powstało w 1807 roku. 

## Miasta
- Bell Buckle
- Normandy
- Shelbyville
- Wartrace[4]

## CDP

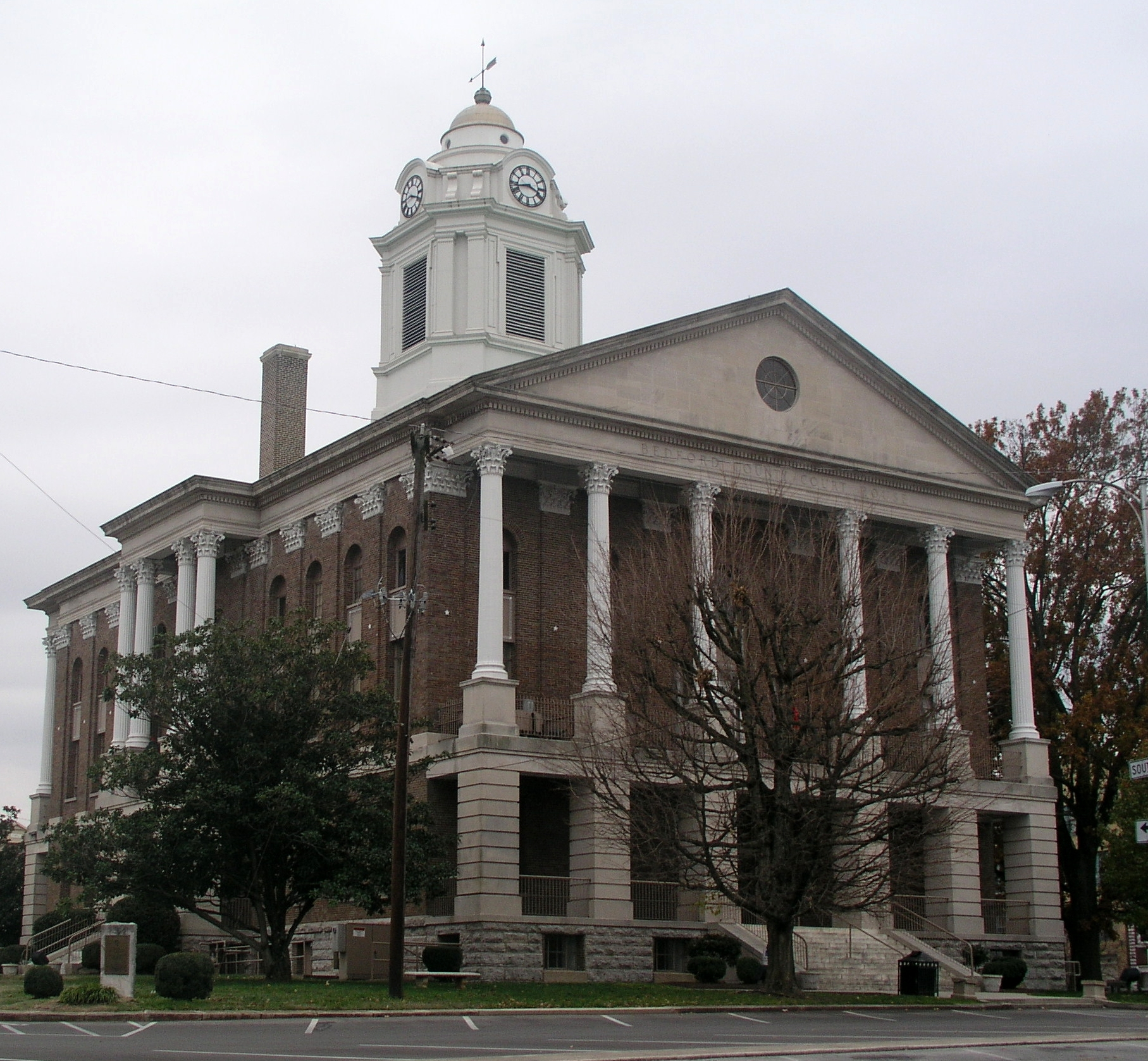
Budynek administracji hrabstwa (courthouse) w Shelbyville

- Unionville[4]